# Celastrina distanti
Celastrina distanti är en fjärilsart som beskrevs av Hans Fruhstorfer 1910. Celastrina distanti ingår i släktet Celastrina och familjen juvelvingar. Inga underarter finns listade i Catalogue of Life.